# Andreaea alpestris
Espèce
Andreaea alpestris est une espèce de mousse de la famille des Andreaeaceae.